# تي إن كي-بي بي
تي إن‌ كي-بي پي (بالإنجليزية: TNK-BP)‏ واسمها الكامل Tyumenskaya Neftyanaya Kompaniya (شركة نفط تيومين) هي شركة روسية متكاملة رأسيا متخصصة في النفط ويقع مقرها في موسكو. وكانت ثالث أكبر منتج للنفط في روسيا وبين أكبر عشر شركات نفط خاصة في العالم. وفي عام 2013 تم الحصول عليها من قبل شركة النفط الروسية روسنفت.
وأكدت شركة DeGolyer and MacNaughton أن في 31 ديسمبر 2009 قامت تي إن‌ كي-بي پي بوضع احتياطات حيث بلغت هذه الاحتياطيات 11.667.000.000 برميل (1.8549×109 m3) من النفط المكافئ، وتطبيق نظام إدارة موارد البرامج والمعايير (سابقا SPE). وتشكل الاحتياطيات المؤكدة ما مجموعه حسب ما أثبتته PRMS من المخزون الاحتياطي حوالي 329٪.

## وصلات خارجية
- الموقع الرسمي